# Erysimum aucherianum
Erysimum aucherianum är en korsblommig växtart som beskrevs av Jacques Étienne Gay. Erysimum aucherianum ingår i släktet kårlar, och familjen korsblommiga växter. Inga underarter finns listade i Catalogue of Life.